# Código de Comercio de Honduras de 1940
El Código de Comercio de Honduras de 1940 fue emitido mediante decreto n.º 118, publicado en el periódico oficial La Gaceta (Honduras) n.º 11.128 de fecha 14 de junio de 1940, durante la administración del Presidente Tiburcio Carías Andino y derogó el Código de Comercio de Honduras de 1899. Fue derogado por el Código de Comercio de Honduras de 1950.